# نازلي فاضل
الأميرة نازلي فاضل هي نازلي بنت مصطفى فاضل باشا بن إبراهيم باشا بن محمد علي باشا (1853 - 1914). أميرة من الأسرة العلوية تميزت بصالونها الثقافي الذي كان يضم العديد من المثقفين والكتاب.
كما تعتبر أول أمرأة مصرية تتشبه بالأجانب، حيث كانت تختلط بالرجال على غير العادة وكانت لا ترتدي الحجاب الذي كان الزي المتبع في تلك الفترة.

## حياتها
ولدت الأميرة نازلي زينب عام 1853 م (و قد كانت الأسماء المركبة عادة شائعة لدى أبناء الأسرة العلوية)، وهي ابنة الأمير مصطفى بهجت فاضل ابن إبراهيم باشا ابن محمد علي باشا الكبير مؤسس الأسرة العلوية. كان لديها 10 أشقاء و5 شقيقات (هي أكبرهم سنا)، لكنها كانت الابنة الوحيدة لوالدتها «دال أزاد هانم»، إحدى زوجات مصطفى فاضل.
والدها هو مصطفى فاضل باشا الأبن الأكبر لإبراهيم باشا والذي كان سيخلفه لولا اتفاق بين الخديوي إسماعيل مع الباب العالي لتنصيبه بدلاً من أخيه، مما أوقع خلاف نتج علىٰ إثره مغادرة مصطفىٰ فاضل وأسرته مصر إلىٰ الآستانة ولم يعُد إلّا بعد وفاة الخديوي إسماعيل، وَقد ورث الأخوان العداوة لبعضهما من أمّيهما زوجتي إبراهيم باشا، وساعد علىٰ ذلك فوز إسماعيل بالعرش وجعله انتقال العرش بالوراثة حَتّىٰ يؤول لأبنائه من بعده؛ مما أوقع خلافًا نتج علىٰ أثره مغادرة مصطفىٰ فاضل وأسرته مصر والانتقال للإقامة الدائمة ما بين الآستانة وأوروبا ولم يعد إلّا بعد وفاة الخديوي إسماعيل، الأمر الذي كان له بالغ الأثر علىٰ حياة الأميرة الّتي كانت في الثالثة عشر من عمرها، فاحتفظت بالعادات الشرقية نظرًا لإقامتها وقت طويل بالآستانة، وامتزجت هذه العادات بالثقافة الغربية التي نهلت منها في تلك المرحلة.
وبعودة عائلة المتوفى مصطفى فاضل باشا من الأستانة، أصبح من الضروري إعداد قصر الحصوة لاستخدامهم. وقد أصدر الخديوي إسماعيل لوزير المالية في 1875 مرسومًا رسميًا ينص على تجديد القصر وتزويده بجميع المفروشات والضرورات بمناسبة عودة الأميرة نازلي مع عائلتها من الأستانة بعد وفاة والدها.  يعرف قصر الحصوة بقصر العباسية وقد بني على أنقاضه قصر الزعفران. ولكن لم تبق نازلي هناك لفترة طويلة. حيث عين زوجها خليل باشا لأول مرة وزيرًا للعدل عام 1876 ثم سفيرًا إلى باريس عام 1877.وقد سافرت نازلي مع زوجها لتبدأ هناك واحدة من أهم مراحل حياتها.
فتفاعلت نازلي مع البيئة الثقافية من خلال القراءة والتعلم وكذلك التواصل والانفتاح على الآخرين. وقد كانت الصالونات الأدبية تلقى رواجًا كبيرًا في باريس.
خلال تلك الفترة، شهدت نازلي هذه الصالونات وفهمت الدور الحيوي الذي لعبته في التنمية الثقافية في المجتمع.اختلفت المراجع في سبب انفصالها عن زوجها، الجدير بالذكر أنها عادت للإقامة بمصر فور حدوث الانفصال. عادت الأميرة من باريس سيدة مثقفة ثقافة واسعة تجيد العربية والتركية والإنجليزية والفرنسية بطلاقة، كما كانت تتكلم الإيطالية والألمانية.
عادت نازلي الي مصر وكانت العلاقات طيبة مع الخديوي توفيق، مما دفعها الي طلبها من توفيق بالعفو عن الشيخ محمد عبده وهو ما قوبل القبول وساهمت في عودته مرة أخرى. تزوجت أحد وزراء الدولة العثمانية هو خليل باشا شريف وكان سفيرا في كثير من البلدان فساعدها سفرها معه على التعرف برجال السياسة.

## الصالون الثقافي
في أوائل ثمانينيات القرن التاسع عشر، أسست الأميرة المثقفة التنويرية أول صالون ثقافي تديره امرأة في مصر بقصرها الذي اسمته «فيلا هنري» والذي كان يقع خلف قصر عابدين في شارع كان يسمى بشارع «لا كامباني».
ولا يُعرَف مصير الشارع الآن أما القصر فقد طالته معاول الزمن وهدم في أوائل العشرينات. غير أن الاسم يعود إلى السير هنري لايارد عالم الآثار الشهير الذي تحول فيما بعد إلى السياسة وتم تعيينه سفيرا بريطانيا لدى الباب العالي، وكانت نازلي قد التقت به خلال إقامتها في إسطنبول.
وفي هذا الصالون انتقلت روح عصر النهضة والتنوير والحداثة من صاحبة الصالون الأميرة الشابة إلى جمهور صالونها وأهمهم محمد عبده وسعد زغلول وقاسم أمين والأديب السوري عبدالرحمن الكواكبي. وفي مرحلة لاحقة هدي سلطان التي ستعرف في تاريخ مصر باسم هدى شعراوي... وبسبب هذا الصالون تزوج «الفلاح» سعد زغلول (بعد أن خلع ملابسه الأزهرية وارتدي الزي العصري) من صفية ابنة مصطفي باشا فهمي الذي رأس الحكومة المصرية من 1895 إلى 1908.
ولم يقتصر دور الاميرة على إقامة الصالون والاشتراك فيه بل أن الجدير بالإعجاب هو تأثيرها في التطور الفكري لرواده مع ما لهم من ثقل ثقافي وثراء ذهني واسع. وندلل على ذلك من خلال دور الاميرة في حياة اثنين من أشهر أصدقائها أولهم الامام محمد عبده الذي حثته على ضرورة دراسة اللغة الفرنسية وآدابها دراسة متعمقة. وقد قدم الإمام محمد عبده للأميرة اثنين من تلاميذه فكان لها ايضًا عميق الأثر عليهم أولهما سعد باشا زغلول الذي توثقت صلتها به فعينته محاميًا لها، وشجعته ايضًا على دراسة الفرنسية. ومن شدة إعجابها بشخصه رشحته للزواج من صفية هانم ابنة مصطفى باشا فهمي رئيس الوزراء آنذاك. وكانت ايضًا وراء إقناع اللورد كرومر بتعيين سعد باشا كما جاء في مذكرات محمد فريد. وحتى يومنا هذا لازالت صورة الاميرة معلقة في غرفة نوم سعد باشا ببيت الأمة حيث كان يعيش مما يدل على تقديره لهذه الشخصية العظيمة التي اثرت فيه تأثيرًا بالغًا.
اما تلميذ محمد عبده الثاني الذي قدمه للأميره فكان قاسم أمين. كان لها تأثير واضح على قاسم أمين رائد حركة تحرير المرأة، اذ كانت الاميرة نازلي وراء تغير موقفه بعد إصدار كتابه «المصريون» الذي رد فيه على الكونت داركور، مدافعا عن قيم الحجاب وعدم خروج المرأة للعمل ومنع الاختلاط، وبعد تعرف قاسم امين على الاميرة نازلي وبمشاركة الشيخ محمد عبده، كتب كتابه «تحرير المرأة» الذي طبع على نفقة الاميرة وتحت رعايتها عام 1900.
عام 1894م أصدر أمين كتابه (المصريون) بالفرنسية يرد به على هجوم الدوق الفرنسي «دار كور» على المصريين. وذلك قبل أن يصدر كتابه الشهير «تحرير المرأة» عام 1899م، وكتابه «المرأة الجديدة» عام 1900م.
فقد قام الفرنسي (الدوق داركور)، بعد أن زار مصر عدة مرات، بإصدار كتاب في عام 1893م اسماه (سر تأخر المصريين) حمل فيه على أهل مصر، مركزاً حملته على نساء مصر، ساخراً من حجابهن وقرارهن في البيوت، مهاجماً المثقفين المصريين؛ لسكوتهم، وعدم تمردهم على هذه الأوضاع.
فلما قرأ قاسم أمين كتاب (داركور) تألم أشد الألم، حتى قال عن نفسه «حين قرأت كتاب دوق داركور مرضت عشرة أيام» وقام بالرد على كتاب (داركور) للدفاع عن المصريين لا سيما النساء، ومن أبرز ما جاء في رده:

دفاعه عن الحجاب وعدم الاختلاط، حيث قال:
«إن ديننا...أوصى بأن يكون للرجال مجتمعهم الذي لا تدخله امرأة واحدة، وأن يجتمع النساء دون أن يقبل بينهن رجل واحد، لقد أراد بذلك حماية الرجل والمرأة مما ينطوي عليه صدرهما من ضعف، والقضاء الجذري على مصدر الشر»
دفاعه عن تعدد الزوجات:
«نستطيع أن نخلص -كما رأينا- إلى أن تعدد الزوجات قد أقر ليضمن المأوى للمرأة والأبوة الأكيدة الدائمة للأبناء.»
نقده للنساء المصريات المتأثرات بالغربيات:
«إنني لا أرى الفائدة التي يمكن أن يجنيها النساء بممارسة حرف الرجال...إن مشهد الأم المتفانية يملؤني حناناً، كما يحرك شعوري مشهد الزوجة التي تُعنى ببيتها، في حين أني لا أشعر بأية عاطفة حين أرى امرأة تهل على خطى الرجال، ممسكة كتاباً في يدها، وتهز ذراعي في عنف، وهي تصيح بي: كيف حالك يا عزيزي؟ بل لعلي أشعر بشيء غير بعيد عن النفور»
وقوله عنهن:
«إنني أحتقر إدعاء النساء وتحذلقهن»
لما قرأت الأميرة نازلي فاضل كتاب قاسم أمين، علمت أنه لا يعني غيرها فتحججت الأميرة نازلي بأن قاسم أمين يقصدها  لأنها كانت الوحيدة من نساء مصر التي تختلط بالرجال، وتجالسهم في صالونها الذي افتتحته آنذاك ليكون مركزاً تبث منه الدعوة إلى إلى «تحرير المرأة» خاصة، فغضبت منه أشد الغضب، وهددت وتوعدت. فقام الشيخ محمد عبده والزعيم سعد زغلول بتعنيف صاحبهما قاسم أمين وطالبوه بالاعتذار من الأميرة!

(بعد أن أحضروه إلى صالونها) يقول عبد العزيز البشري في احتفال بذكرى قاسم أمين:
«إن قاسماً كان في مبدأ حياته من الرجعيين  حتى إنه لما رد على الدوق (داركور) دافع عن الحجاب واستنكر السفور، فظنت الأميرة (نازلي فاضل) أنه يقصدها، فغضبت لذلك، ولكن سعداً قدم صديقه إليها، ولما رأى شدة عقلها، ورجاحة حلمها، ووثاقة فضلها انقلب عن رأيه، وأخذ يطالب بتحرير المرأة»

## سفرها إلى تونس
بدأت الأميرة نازلي السفر إلى تونس في 1896 لزيارة شقيقتها الأميرة رقية، التي تزوجت زعيم تونسي معروف: طاهر بن عياد. كانت نازلي قد كونت بالفعل علاقات مع العديد من التونسيين خلال اقامتها في باريس وحظيت باهتمام نخبة الدوائر الفكرية التونسية بمجرد وصولها إلى تونس فتابعت الصحف مساهماتها الخيرية، كما تم تعيينها كرئيسة شرفية للجمعية الخلدونية (جمعية ثقافية تونسية)، التي تهدف إلى تنمية ثقافية وتعليم المرأة المسلمة في تونس.
وفي تونس التقت نازلي الشيخ سالم بوحاجب، وكان قاضيًا، ومصلحًا ومستشارًا ملكيًا. وأعجبت بأفكاره ودوره النشط، وقد تزوجت من ابنه خليل بوحاجب عام 1900 عندما كانت 47 عاما، وكان عمره 20 عاما.

## انتقادات
اتهما البعض بأن الصالون الأدبي الشهير استُغِلَّ في نشر دعوات التغريب وتحلل المرأة. وصفها محمد فريد في مذكراته بأنها كانت من أنصار الإنجليز.

## وفاتها
توفيت في 28 يناير سنة 1914م

## اوسمة
منحها السلطان عبد الحميد (وسام شفقت) من الدرجة الأولى.

## الأميرة نازلى في الدراما المصرية
- جسدت الممثلة منال سلامة شخصية الأميرة «نازلي فاضل» في مسلسل «قاسم أمين» عام 2002.
- جسدت الممثلة كارمن لبس شخصية الأميره «نازلي فاضل» في مسلسل «سرايا عابدين» عام 2014.
- جسدت الممثلة عزة بهاء  شخصية الأميرة «نازلي فاضل» في مسلسل «الإمام محمد عبده» عام 2005.